# Hylaeus wilsoni
Hylaeus wilsoni är en biart som först beskrevs av Rayment 1928.  Hylaeus wilsoni ingår i släktet citronbin, och familjen korttungebin. Inga underarter finns listade i Catalogue of Life.